# نيللي تشافيز
نيللي تشافيز (بالإسبانية: Nelly Chávez)‏ هي عداءة مراثونية بوليفية، ولدت في 17 ديسمبر 1945.

## وصلات خارجية
- نيللي تشافيز على موقع أوليمبيديا (الإنجليزية)